# André Wilhelm
André Wilhelm (Gosselming, Mosel·la, Lorena, 7 de febrer de 1943) és un ciclista francès que fou professional entre el 1969 i el 1984. Combinà el ciclisme en ruta amb el ciclocròs, però va ser en aquesta segona especialitat en la qual aconseguí els principals èxits esportius, destacant tres campionats nacionals de ciclocròs i dues medalles al campionat del món de ciclocròs, de plata el 1973 i de bronze el 1976. El 1969 finalitzà en la darrera posició del 1969

## Palmarès en ruta
- 1967
  - Vencedor d'una etapa al Circuit de Lorena
- 1968
  - 6è al Tour de l'Avenir
- 1969
  - 86è al Tour de França

## Palmarès en ciclocròs
- 1973
  -  Campió de França de ciclocròs
- 1974
  -  Campió de França de ciclocròs
- 1979
  -  Campió de França de ciclocròs